# Peter Westenthaler
Peter Westenthaler (n. 6 noiembrie 1967, Viena) este un politician austriac. Din 2006 Westenthaler este liderul Alianței pentru Viitorul Austriei.
1. ↑  Peter Westenthaler, Munzinger Personen, accesat în 9 octombrie 2017
2. ↑   http://www.assembly.coe.int/nw/xml/AssemblyList/MP-Details-EN.asp?MemberID=4383 Lipsește sau este vid: |title= (ajutor)